# Kenneth Murray
(en) Statistiques sur pro-football-reference
Kenneth Rogers Murray Jr., né le 16 novembre 1998 à Missouri City au Texas, est un sportif professionnel américain de football américain jouant au poste de linebacker dans la National Football League (NFL) depuis la saison 2020 et pour la franchise des Cowboys de Dallas depuis la saison 2025.
Sélectionné en 23e choix global lors du premier tour de la draft de la NFL 2020 par la franchise des Chargers de Los Angeles, il y joue pendant quatre saisons obtenant une sélection dans l'équipe des meilleurs rookies 2020 par la PFWA (en) et rejoint en 2024 les Titans du Tennessee. Il n'y reste qu'une saison avant de rejoindre les Cowboys de Dallas.
Au niveau universitaire, il a joué pour les Sooners de l'université de l'Oklahoma pendant trois saisons (2017-2019) dans la NCAA Division I FBS et sa Big 12 Conference où il 
est désigné meilleur défenseur freshman en 2017 et sélectionné dans la deuxième équipe et dans la première équipe de la Big 12 respectivement en 2018 et 2019.

## Biographie

### Jeunesse
Murray fréquente le lycée Elkins à Missouri City au Texas. Il s'engage avec l'université de l'Oklahoma pour y jouer au football américain universitaire.

### Carrière universitaire
Lors de sa première année à Oklahoma en 2017, Murray commence les 14 matchs de la saison en tant que titulaire et il totalise 78 plaquages et un sack. Il est désigné, à égalité, meilleur freshman défensif de l'année de la Big 12,,. De nouveau titulaire lors des 14 matchs de la saison 2018, il enregistre155 plaquages et 4,5 sacks ,. Après son année junior où il est sélectionné dans la première équipe de la Big 12 Conference. Murray annonce qu'il renonce à son année senior pour se présenter à la draft 2020 de la NFL.

### Carrière professionnelle
| Taille         | Poids           | Bras | Main | Sprint   | Sprint   | Sprint   | Shuttle 20 yards | 3 cones drill | Détente   | Détente         | Développé couché | Test Wonderlic |
| Taille         | Poids           | Bras | Main | 40 yards | 10 yards | 20 yards | Shuttle 20 yards | 3 cones drill | verticale | horizontale     | Développé couché | Test Wonderlic |
| 1,89 m (6′ 2″) | 109 kg (240 lb) |      |      | 4,52 s   | —        | —        | —                | —             |           | 3,28 m (10′ 9″) | 21               | —              |

#### Draft
Murray est sélectionné en 23e choix global lors du premier tour de la draft 2020 de la NFL par la franchise des Chargers de Los Angeles. Pour y parvenir, les Chargers ont échangé aux Patriots de la Nouvelle-Angleterre, leurs choix de deuxième et troisième tours pour acquérir le choix utilisé pour sélectionner Murray.

#### Chargers de Los Angeles
Au cours du match de la 13e semaine perdu 0 à 45 contre les Patriots de la Nouvelle-Angleterre, Murray est le meilleur de son équipe avec 14 plaquages dont 12 en solo et il réussit également son premier sack en carrière sur Cam Newton.
Après s'être blessé à la cheville à l'entraînement, il est placé le 4 octobre 2021 sur la liste des réservistes blessés et effectue son retour le 13 novembre.
Le 28 avril 2023, les Chargers décident de ne pas activer l'option de cinquième année du contrat de Murray, faisant de lui un agent libre en 2024.

#### Titans du Tennessee
Le 14 mars 2024, Murray signe un contrat de deux ans avec les Titans du Tennessee. 
Désigné capitaine avant le début de la saison, il dispute 14 matchs en tant que titulaire au poste d'inside linebacker avant de se blesser au poignet contre les Colts en 16e semaine ce qui met fin à sa saison. Il termine la saison avec un bilan de 95 plaquages, 3 ½ sacks et une interception.

#### Cowboys de Dallas
Le 12 mars 2025, Murray et un choix de 7e tour de la draft 2025 sont échangé par les Titans aux Cowboys de Dallas contre un choix de 6e tour.

## Statistiques

### Universitaires
| Année       | Équipe                | Statut      | MJ |       | Plaquages | Plaquages | Plaquages | Plaquages |       | Interceptions | Interceptions | Interceptions | Interceptions |  | Fumbles | Fumbles |
| Année       | Équipe                | Statut      | MJ | Total | Seul      | Ast.      | Sacks     | Nb.       | Yards | Déf.          | TD            | Nb.           | Rec.          |  |         |         |
| 2017        | Sooners de l'Oklahoma | Fr.         | 13 | 68    | 36        | 32        | 07,0      | 0         | 0     | 0             | 0             | 1             | 1             |  |         |         |
| 2018        | Sooners de l'Oklahoma | So.         | 13 | 155   | 71        | 84        | 12,5      | 0         | 0     | 2             | 0             | 0             | 1             |  |         |         |
| 2019        | Sooners de l'Oklahoma | Jr.         | 14 | 102   | 69        | 33        | 17,0      | 0         | 0     | 4             | 0             | 0             | 0             |  |         |         |
| Totaux NCAA | Totaux NCAA           | Totaux NCAA | 40 | 325   | 176       | 149       | 36,5      | 0         | 0     | 6             | 0             | 1             | 2             |  |         |         |

### Professionnelles
| Année      | Équipe                  | MJ |                | Plaquages      | Plaquages      | Plaquages      | Plaquages      |                | Interceptions  | Interceptions  | Interceptions | Interceptions |  | Fumbles | Fumbles |
| Année      | Équipe                  | MJ | Total          | Seul           | Ast.           | Sacks          | Nb.            | Yards          | Déf.           | TD             | Nb.           | Rec.          |  |         |         |
| 2020       | Chargers de Los Angeles | 16 | 107            | 68             | 39             | 1,0            | 0              | 0              | 3              | 0              | 0             | 0             |  |         |         |
| 2021       | Chargers de Los Angeles | 11 | 031            | 17             | 14             | 0,0            | 0              | 0              | 0              | 0              | 0             | 0             |  |         |         |
| 2022       | Chargers de Los Angeles | 17 | 076            | 50             | 26             | 1,0            | 1              | 16             | 3              | 0              | 1             | 0             |  |         |         |
| 2023       | Chargers de Los Angeles | 15 | 107            | 79             | 28             | 3,0            | 1              | 0              | 4              | 0              | 0             | 0             |  |         |         |
| 2024       | Titans du Tennessee     | 14 | 95             | 57             | 38             | 3,5            | 1              | 6              | 2              | 0              | 1             | 0             |  |         |         |
| 2025       | Cowboys de Dallas       | ?  | Saison à venir | Saison à venir | Saison à venir | Saison à venir | Saison à venir | Saison à venir | Saison à venir | Saison à venir | ?             | ?             |  |         |         |
| Totaux NFL | Totaux NFL              | 73 | 416            | 271            | 145            | 8,5            | 3              | 22             | 12             | 0              | 2             | 0             |  |         |         |

| Année | Équipe                  | MJ |       | Plaquages | Plaquages | Plaquages | Plaquages |       | Interceptions | Interceptions | Interceptions | Interceptions |  | Fumbles | Fumbles |
| Année | Équipe                  | MJ | Total | Seul      | Ast.      | Sacks     | Nb.       | Yards | Déf.          | TD            | Nb.           | Rec.          |  |         |         |
| 2022  | Chargers de Los Angeles | 1  | 8     | 2         | 6         | 0,5       | 0         | 0     | 0             | 0             | 0             | 0             |  |         |         |